# 拉布吕耶尔 (瓦兹省)
拉布吕耶尔（法語：Labruyère，法語發音：[labʁɥijɛʁ]）是法国瓦兹省的一个市镇，位于该省西南部，属于克莱蒙区。

## 地理
拉布吕耶尔（49°21'5"N, 2°30'34"E）面积2.41 平方千米，位于法国上法蘭西大區瓦兹省，该省份为法国北部内陆省份，北起索姆省，西接厄尔省和滨海塞纳省，南至塞纳-马恩省和瓦兹河谷省，东临埃纳省。
与拉布吕耶尔接壤的市镇（或旧市镇、城区）包括：卡特努瓦、巴耶瓦勒、罗苏瓦、大萨西。
拉布吕耶尔的时区为UTC+01:00、UTC+02:00（夏令时）。

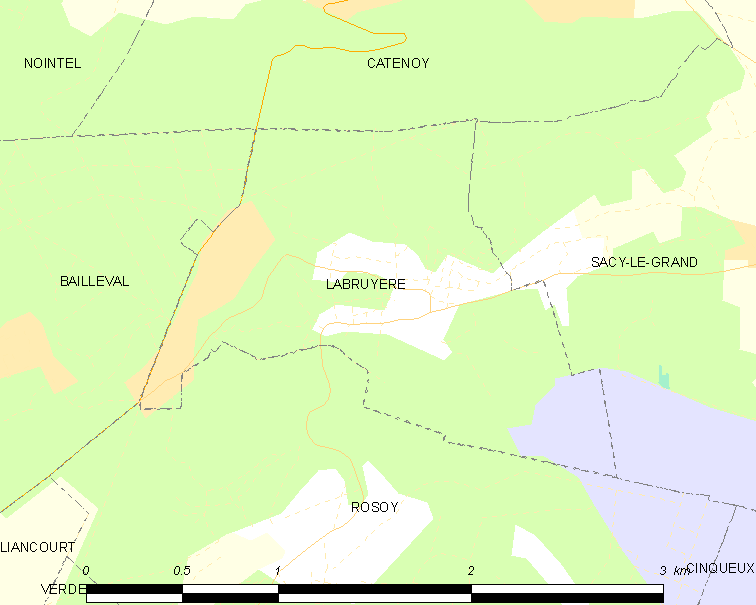
拉布吕耶尔的OSM定位图

## 行政
拉布吕耶尔的邮政编码为60140，INSEE市镇编码为60332。

## 政治
拉布吕耶尔所属的省级选区为克莱蒙县。

## 人口

1962-2008年间拉布吕耶尔人口变化图示

拉布吕耶尔于2022年1月1日时的人口数量为699人。